# Dulwich College

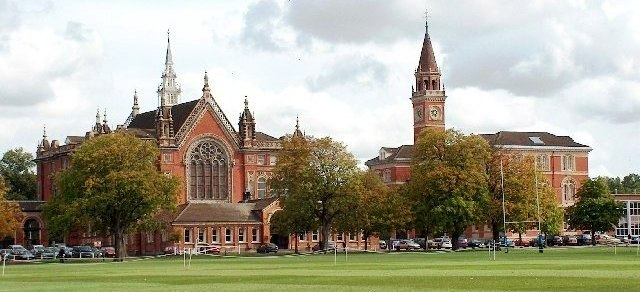
Edifícios do Dulwich College

Dulwich College é uma escola pública independente em Dulwich, um subúrbio de Londres. Fundada em 1619 por Edward Alleyn, um ator elisabetano de sucesso. É uma das maiores escolas públicas no Reino Unido, em número de alunos.